# Masi
Masi es una localidad y comune italiana de la provincia de Padua, región de Véneto, cuenta con 1.753 habitantes.

## Iglesia Parroquial
La iglesia primitiva de Masi fue construida en 1359. Este edificio se reconstruyó varias veces. La actual iglesia, dedicada a San Bartolomé Apóstol, fue construida en estilo neorrománico a mediados del siglo XX.

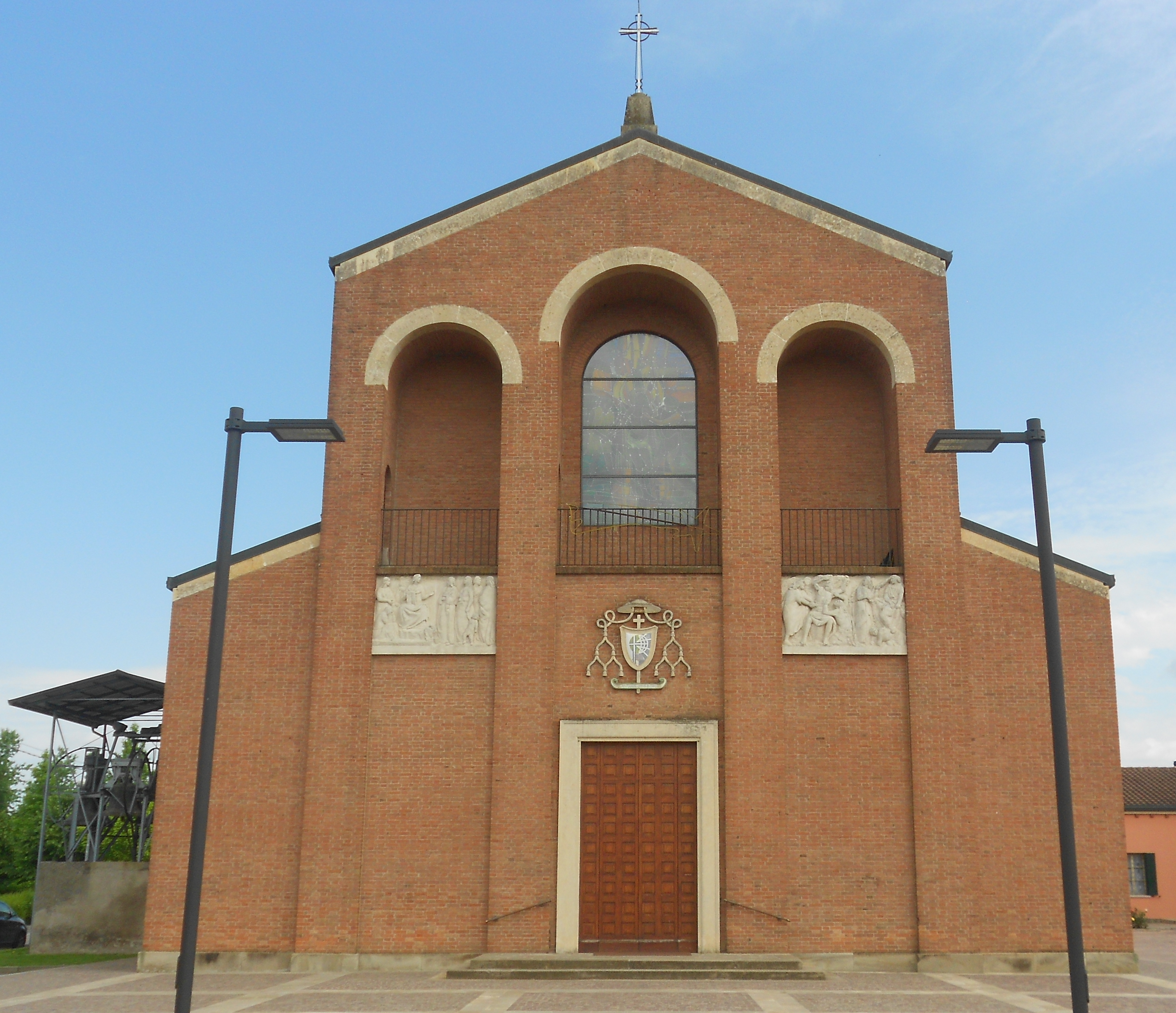
Iglesia de Masi

## Evolución demográfica
| Gráfica de evolución demográfica de Masi entre 1861 y 2001 |
|                                                            |
| Fuente ISTAT - elaboración gráfica de Wikipedia            |